# Deep Ecliptic Survey

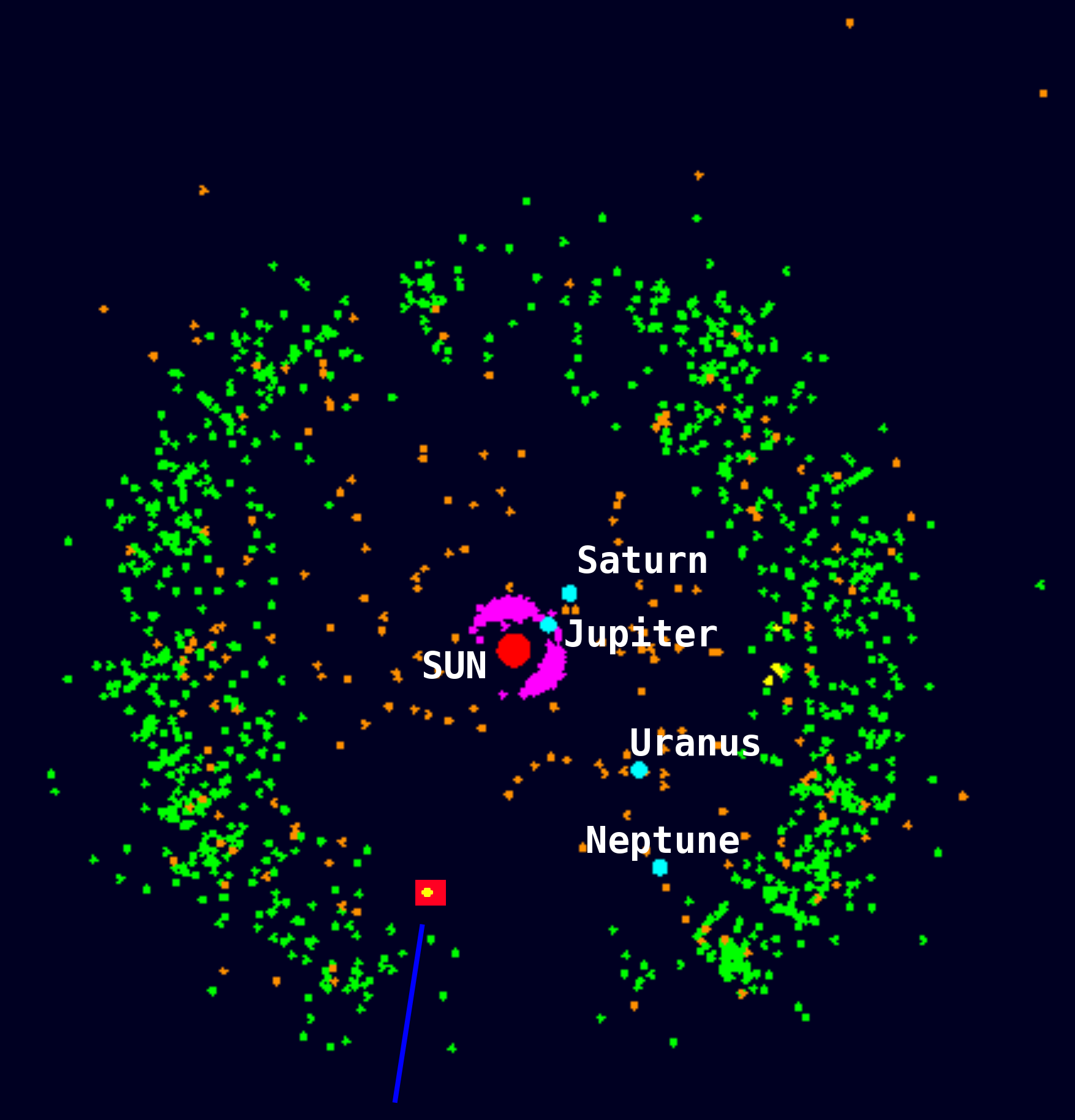
Posicionamiento de ciertos objetos en el cinturón de Kuiper

El Deep Ecliptic Survey es un proyecto de los Estados Unidos destinado a identificar nuevos objetos dentro del cinturón de Edgeworth-Kuiper, dirigido por Robert L. Millis. Entre sus principales descubrimientos se cuentan los planetoides Chaos, Ixion y Deucalión.
El estudio también ha establecido el plano medio del cinturón de Kuiper y presentó nuevas definiciones formales de las clases dinámicas de los objetos del cinturón de Kuiper.
David Jewitt y Jane Luu de la Universidad de Hawái descubrieron el primer objeto del cinturón de Kuiper en 1992; desde ese momento muchos astrónomos se pusieron a trabajar explorando el área más allá de la órbita de Neptuno, donde orbitan decenas de miles de estos KBO. Entre los astrónomos se encontraban como Marc W. Buie, Robert L. Millis, James L. Elliot, los tres del Observatorio Lowell en Arizona, Larry Wasserman y Marcos Wagner.
En las instalaciones del National Optical Astronomy Observatory formado por los observatorios del Kitt Peak National Observatory, el Cerro Tololo Inter American Observatory y el NOAO Gemini Science Center, un equipo de astrónomos se dispuso a investigar, explorar y evaluar la forma y el alcance del cinturón y en especial determinar las órbitas de los objetos que residen allí. La estructura de esta organización prevé la colaboración de los miembros del equipo para controlar y compartir la información obtenida, que comprende a los astrónomos involucrados en la investigación de los KBO y otros objetos y proporcionar imágenes y datos a los que estén interesados con fines científicos o educativos.

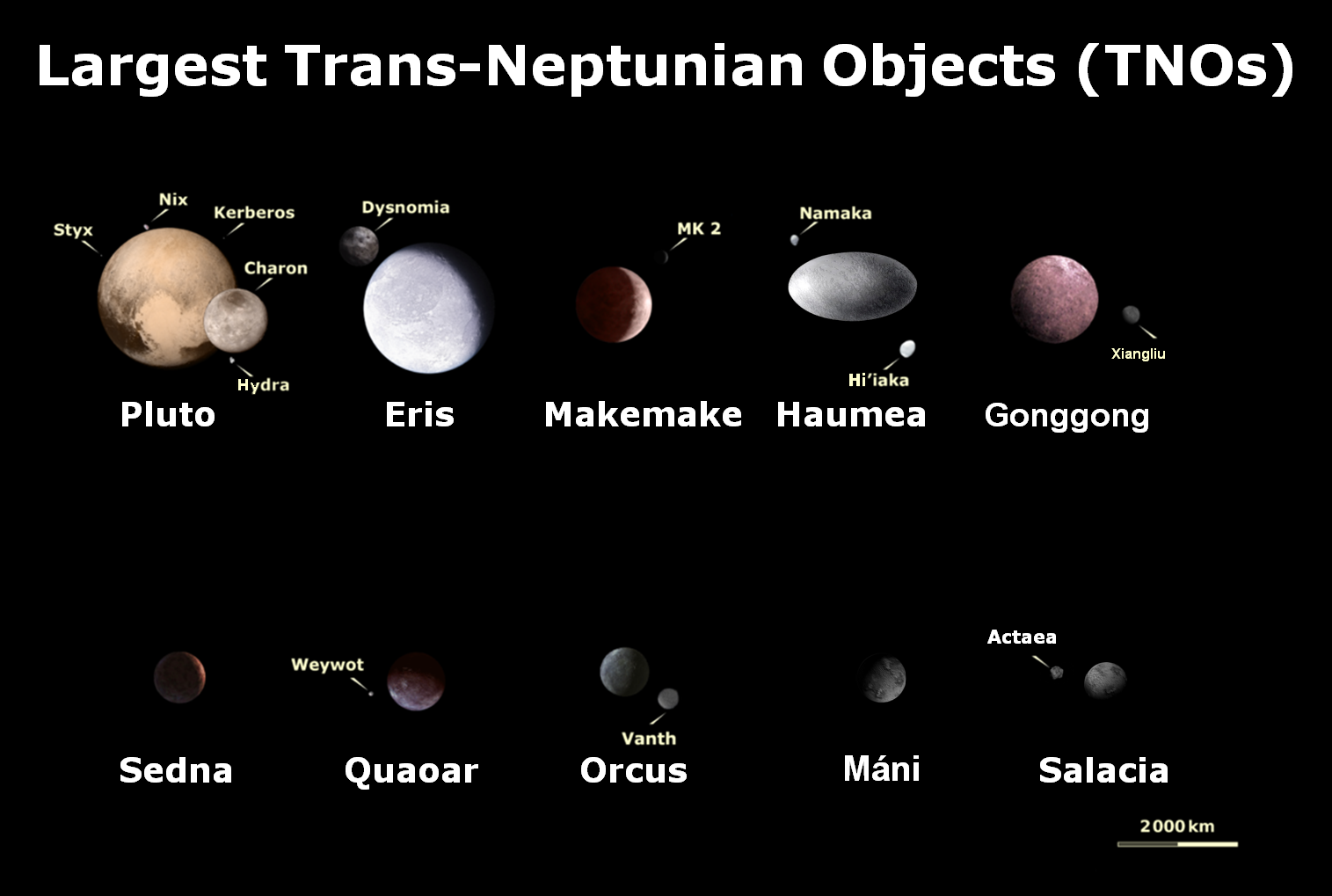
Comparación entre diferentes objetos en el cinturón de Kuiper

El descubrimiento del cinturón de Kuiper ha contribuido al desarrollo de los conocimientos acerca de la astronomía planetaria en esa vasta región más allá de la órbita de Neptuno que se creía que estaba vacía, además de la presencia de Plutón y Caronte, pero que ahora se estima que tiene una presencia de  10 × 105 objetos. Cada noche clara debido a la exploración y la contribución de la sensibilidad de la cámara en mosaico se pueden encontrar entre 15 y 20 nuevos objetos. Muchos son del tamaño de asteroides, pero unos pocos se pueden comparar con el tamaño de Plutón.
La gran variedad de los colores observados hasta el momento prometen propiedades físicas significativas. La investigación se llevó a cabo con la ayuda de telescopios de 4 m como los de Blanco, el de Mayall, el de Cerro Tololo y el Kitt Peak National Observatory
Los objetivos de este estudio son determinar la distribución de la excentricidad orbital y las diferentes inclinaciones, el porcentaje de KBO que están resonancia orbital o no, y los que tienen órbitas dispersas; también se trata de entender la relación que puede existir entre el cinturón de Kuiper y el polvo circunestelar.

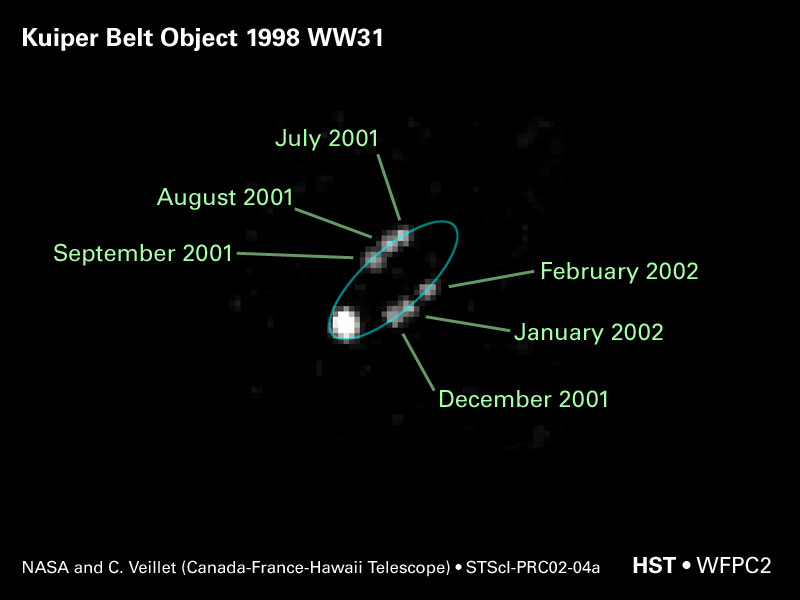
Detección del objeto 1998 WW31

Las observaciones formuladas por el grupo de Lowell combinado con los de otros observadores han ayudado a definir la población de objetos de este cinturón de asteroides. El uso de una nueva técnica para la detección de objetos en movimiento es decisivo para el resultado de la investigación; de hecho, hace uso de muchas fuentes de detección automática de su equipo, pero también es importante el análisis visual directo de todos los datos; el cerebro humano es una poderosa herramienta para detectar el movimiento.
En el pasado, la técnica más utilizada era el parpadeo observado en múltiples imágenes registradas; esta técnica llevó al descubrimiento de Plutón. La técnica consiste en la toma de pares de fotografías del cielo nocturno para, a continuación, examinar cada par y determinar si algún objeto cambió de posición. Para ello se utiliza un microscopio de parpadeo, aparato que crea una ilusión de movimiento al desplazar rápidamente dos fotografías sobre sí mismas y permite así detectar cambios en la posición de los objetos o en la apariencia de las imágenes.
Buie introdujo la técnica del color: la primera vez toma la imagen en un plano rojo, la segunda vez en uno azul y verde. Una vez que se han grabado las imágenes, los objetos fijos se convertirán en grises y los que se desplazan asumirán un color rojizo, que es fácilmente detectable entre todos los objetos grises.

## Descubrimientos
| (19521) Chaos        | 19 de noviembre de 1998 |
| 28978 Ixion          | 22 de mayo de 2001      |
| (38083) Rhadamanthus | 17 de abril de 1999     |
| (42301) 2001 UR163   | 21 de octubre de 2001   |
| 53311 Deucalion      | 18 de abril de 1999     |
| 54598 Bienor         | 27 de agosto de 2000    |

Los descubrimientos notables incluyen:
- 28978 Ixion, plutino de gran tamaño
- (19521) Chaos (cubewano)
- 1998 WW31, el primer objeto transneptuniano (TNO) binario
- (148209) 2000 CR105, el primer objeto con perihelio demasiado lejano para poder verse afectado (disperso) por Neptuno y un gran semieje mayor
- (87269) 2000 OO67, notable por su semieje mayor de más de 500 AU y su extrema excentricidad (0.96), que lleva al objeto desde la parte interior de la órbita de Neptuno a más de 1.000 AU
- 2001 QR322, el primer troyano de Neptuno
- 2002 XU93, con una de las órbitas más inclinadas (>68°)